# Ca Selucano
Ca Selucano és una casa senyorial barroca de Ginestar (Ribera d'Ebre) protegida com a Bé Cultural d'Interès Local.

## Descripció
Gran casalici situat al bell mig del nucli urbà de la vila de Ginestar, ocupant la finca que hi ha a la cantonada entre el carrer Ample i el carrer Nou. Ca Selucano és un edifici de planta quadrada amb una distribució de quatre nivells. El parament del conjunt és de carreus irregulars, poc escairats, disposats a filades i lligats amb morter de calç. La façana principal té una composició de tres eixos vertical, amb totes les obertures d'arc de llinda i emmarcament d'aparell de maó. A l'eix central de la planta baixa, hi ha el portal, de grans dimensions, amb emmarcament de carreus ben treballats i porta emplafonada i a la francesa de dos batents. Tanmateix, tocant a la llinda del portal, hi destaca una fornícula, de reduïdes dimensions i tapiada. Flanquejant el portal, s'observen dues portes més petites i d'un sol eix. Al primer pis, a excepció de la part central, trobem dos balcons de dibuix amb barana de ferro, situats pràcticament a tocar de les portes individuals. A l'eix central del segon pis, hi ha un gran balcó de barrots amb mènsules i, a banda i banda, s'hi repeteixen els balcons de dibuix. Al darrer pis hi ha tres finestres, sent la central més gran que les laterals. La coberta del conjunt és de teula àrab i té una inclinació composta.

## Història
Casa senyorial original del segle xviii amb algunes modificacions fetes al final del segle xix. L'any 2018, l'edifici inicià una fase d'intervenció per transformar-la en un hotel amb un nombre molt reduït d'habitacions. Entre altres coses, en l'actuació es pretenen recuperar la configuració de les obertures barroques originals de la façana principal, que encara es conserven en la façana del pati posterior. Del seu interior destaca la tipologia de l'entrada a doble espai, característica d'altres casalicis locals.